# Canthochilum hispidum
Canthochilum hispidum är en skalbaggsart som beskrevs av Chapin 1935. Canthochilum hispidum ingår i släktet Canthochilum och familjen bladhorningar.

## Underarter
Arten delas in i följande underarter:
- C. h. iunceanum
- C. h. serropunctae